# Ellisburg (Nueva York)
Ellisburg es un pueblo ubicado en el condado de Jefferson en el estado estadounidense de Nueva York. En el año 2000 tenía una población de 3.541 habitantes y una densidad poblacional de 16 personas por km².

## Geografía
Ellisburg se encuentra ubicado en las coordenadas 43°44′N 76°08′O / 43.733, -76.133.

## Demografía
Según la Oficina del Censo en 2000 los ingresos medios por hogar en la localidad eran de $38,112, y los ingresos medios por familia eran $40,903. Los hombres tenían unos ingresos medios de $31,184 frente a los $23,162 para las mujeres. La renta per cápita para la localidad era de $17,102. Alrededor del 13.6% de la población estaban por debajo del umbral de pobreza.